# Arnsberg (região)
Arnsberg é uma região administrativa (Regierungsbezirke) da Alemanha. Sua capital é a cidade de Arnsberg.

## Subdivisões administrativas
A região de Arnsberg está dividida em sete distritos(Kreise) e cinco cidades independentes (Kreisfreie Städte), que não pertencem a nenhum distrito.
- Kreise (distritos):

1. Distrito da Alta Sauerlândia (Hochsauerland)
2. Distrito do Ennepe-Ruhr (Ennepe-Ruhr-Kreis)
3. Distrito de Mark (Märkischer Kreis)
4. Olpe
5. Siegen-Wittgenstein
6. Soest
7. Unna

- Kreisfreie Städte (cidades independentes):

1. Bochum
2. Dortmund
3. Hagen
4. Hamm
5. Herne